# Plaza del Santo Ángel
La plaza del Santo Ángel es una plaza histórica situada en Jerez de la Frontera (Andalucía, España).
En el Jerez amurallado, la plaza del Santo Ángel era una pequeña plaza limítrofe con la judería de Jerez. En ella se encontraba la segunda sinagoga, la cual desapareció en el siglo XV, permaneciendo sólo la sinagoga principal, en la calle Judería.
Durante muchos años estuvo localizado allí el Colegio del Santo Ángel.
Actualmente es una pequeña plaza, bonita y sombreada, con cierto aire romántico, que conecta varios puntos relevantes del casco antiguo de Jerez.
- Iglesia de San Marcos. A través de la calle San Marcos.

- Plaza de Rafael Rivero. A través de la calle Tornería.

- Plaza Plateros. A través de la calle Tornería.